# Poliaenus californicus
Poliaenus californicus är en skalbaggsart som först beskrevs av Schaeffer 1908.  Poliaenus californicus ingår i släktet Poliaenus och familjen långhorningar. Inga underarter finns listade i Catalogue of Life.